# Jovan Pačić
Jovan Pačić [jóvan páčić] (srbsko Јован Пачић), srbski pesnik, prevajalec in slikar, * 6. november 1771, Baja, Madžarska, † 4. december 1849, Budim, Madžarska.
Pačić je bil prvi Srb, ki se je ukvarjal s prevajanjem Goetheja v srbščino.